# 布林德灣
67°31′S 66°32′W / 67.517°S 66.533°W
布林德灣是南極洲的海灣，位於葛拉漢地西岸，處於布喬亞灣的東北端，在1936年首次由英國探險隊探測，現時由南極條約體系管理。